# Baruch Auerbach

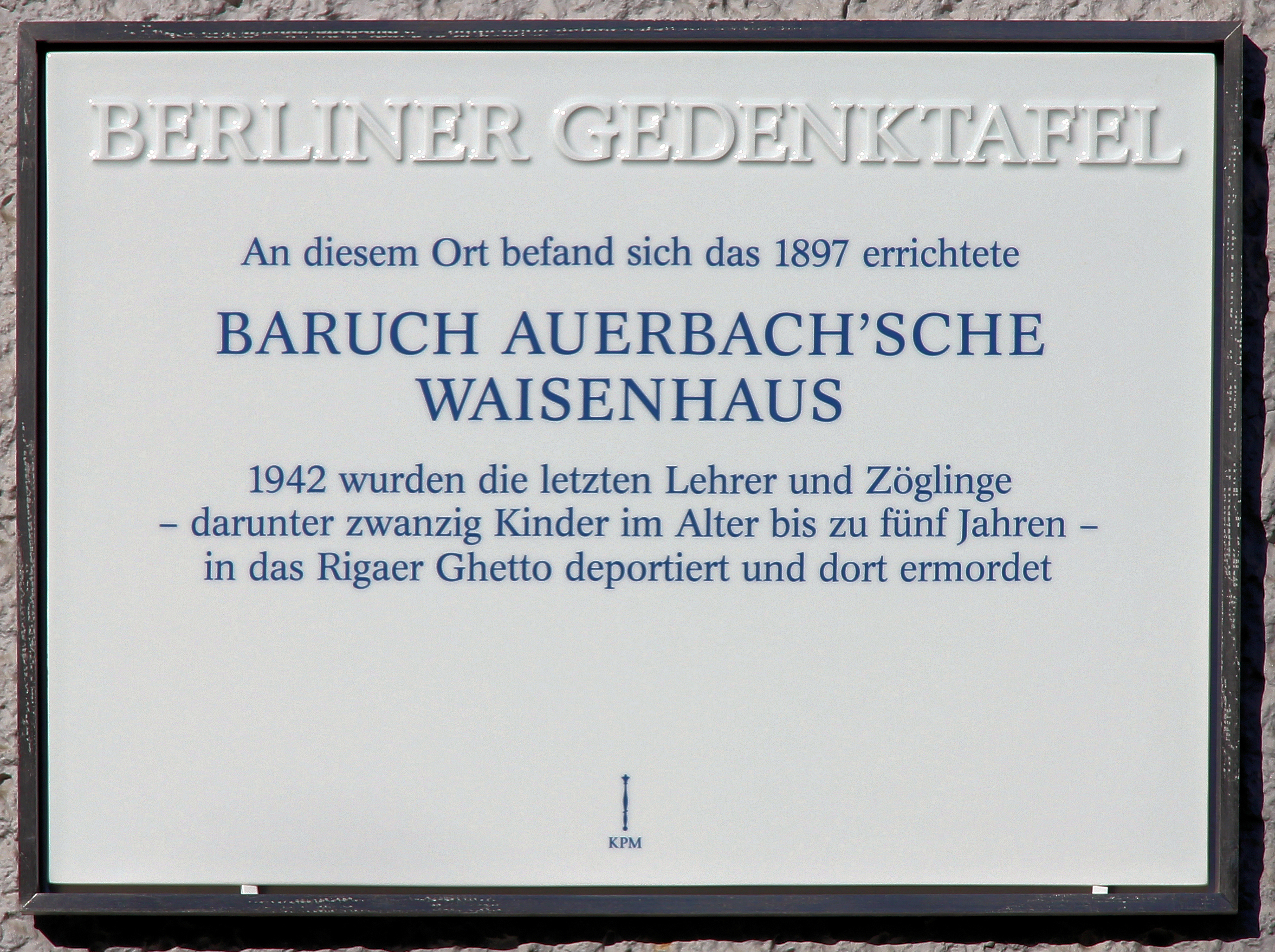
Berliner Gedenktafel am Haus Schönhauser Allee 162, in Berlin-Prenzlauer Berg

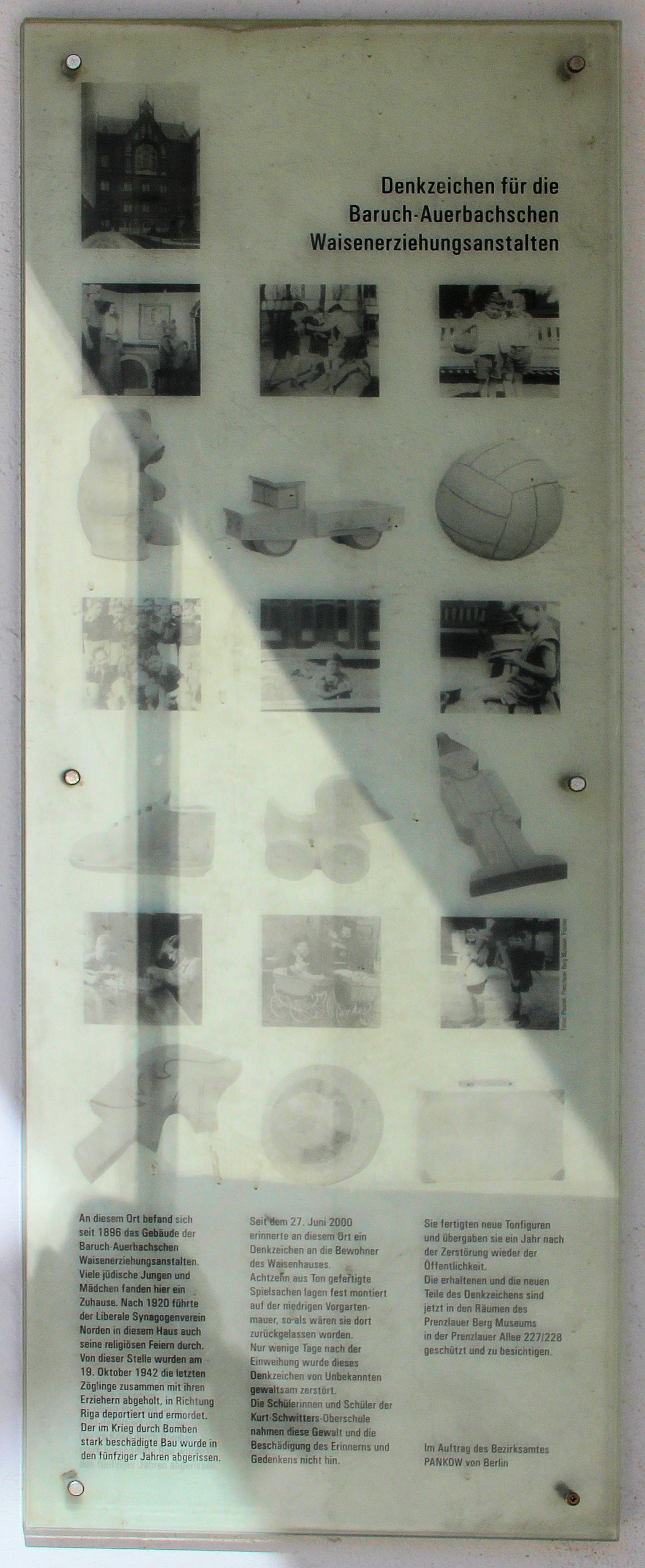
Informationstafel am Haus Schönhauser Allee 162, in Berlin-Prenzlauer Berg

Baruch Auerbach (* 14. August 1793 in Inowraclaw in Westpreußen; † 22. Januar 1864 in Berlin) war ein deutsch-jüdischer Pädagoge. Er wurde vor allem durch seine Auerbachschen Anstalten für Waisenkinder bekannt.

## Leben
Baruch Auerbach wuchs in ärmlichen Verhältnissen als Sohn eines Rabbiners auf. Ersten Unterricht erhielt er bei seinem Vater, später an einer Thora-Schule in Lissa. 1817 folgte er seinem älteren Bruder, dem später in Leipzig wirkenden Religionslehrer Isaac Levin Auerbach (1791–1853), nach Berlin, wo er an der Berliner Universität seine Studien fortführte.
Ab 1817 war er Lehrer und Erzieher am Nauenschen Stift, einer privaten Internatsschule, später leitete er bis 1837 diese Einrichtung. 1825 trat er der Gesellschaft der Freunde bei. Auch an der in der Nachfolge der Jüdischen Freischule neu gegründeten Knabenschule der Berliner Jüdischen Gemeinde in der Rosenstraße, in der Nähe der Alten Synagoge, wirkte Baruch Auerbach ab 1826 als Lehrer, ab 1829 leitete er ebenfalls diese Schule. Er war in dieser Funktion jedoch nicht unumstritten. Seine Kritiker begründeten die schlechten Leistungen der Schüler mit seiner im Vergleich zu seinem Vorgänger Leopold Zunz geringeren Bildung, andere jedoch sahen die Ursachen in der ungenügenden personellen und finanziellen Ausstattung der Schule. Auch hatte Baruch Auerbach am Schulbetrieb ein geringeres Interesse als an seinen anderen Aufgaben. Trotz dieser Auseinandersetzungen führte er die Knabenschule bis 1851.
Baruch Auerbach starb 1864 im Alter von 70 Jahren in Berlin. Beigesetzt wurde er auf dem Jüdischen Friedhof Schönhauser Allee, wo später auch seine Frau Emma geb. Keller (1816–1878), ihre letzte Ruhestätte finden sollte. Das Grab der Eheleute ist erhalten (Stand 2005).

## DieAuerbachschen Waisenhäuser
Bereits 1833 hatte Auerbach im Haus in der Rosenstraße ein Waisenhaus für Knaben gegründet, welches später in die Oranienburger Straße umzog. Am Standort Rosenstraße richtete er dann 1844 das erste Waisenhaus für Mädchen ein. Diese Waisenhäuser waren seinerzeit beispielgebend für die deutschsprachigen Länder. Beide Einrichtungen leitete er bis zu seinem Tod.
Im Jahr 1887 wurden die Waisenhäuser für Knaben und für Mädchen zu den Baruch Auerbach´schen Waisen-Erziehungs-Anstalten für jüdische Knaben und Mädchen zusammengefasst. Dafür entstand in der Schönhauser Allee 162, gegenüber dem Jüdischen Friedhof, ein Neubau, der 1897 eingeweiht werden konnte.